# O Templo do Terror

Temple of Terror (O Templo do Terror  em português) é o décimo-quarto livro-jogo da coleção Fighting Fantasy (que no Brasil e em Portugal recebeu o nome de Aventuras Fantásticas), escrito por Ian Livingstone e ilustrado por  Bill Houston, publicado originalmente em 1985 pela  Puffin Books, em 2004, foi republicado pela Wizard Books.

Foi o sétimo livro-jogo da série a ser publicado no Brasil pela editora Marques Saraiva, Em Portugal foi publicado pela Editorial Verbo.

## História
O protagonista deve enfrentar o diabólico Malbordus, líder dos elfos negros da Floresta de Darkwood, que pretende adquirir cinco artefatos mágicos através dos quais conquistará enorme poder. Os artefatos estão escondidos nas ruínas da cidade perdida de Vatos, no centro do mortal Deserto dos Crânios, e o herói deve recuperá-los antes que Malbordus o faça.
A trama aparentemente simples é complicada pela presença de um culto maligno na não tão deserta cidade de Vatos, e pelo aparecimento do assassino sobrenatural conhecido como Mensageiro da Morte, que tentará eliminar o protagonista ao longo da aventura. As locações no deserto emprestam um clima único de Oriente Médio à aventura, algo incomum nos livros-jogos da série.

## A trilogia de Stonebridge e Port Blacksand
O Templo do Terror é a sequência não-oficial de The Forest of Doom. O Templo começa no local onde A Floresta termina: a aldeia de Stonebridge, ao norte da Floresta de Darkwood. Ambos os livros são sequências de As Cavernas da Feiticeira da Neve (embora este tenha sido lançado posteriormente). No início de O Templo, o mago Yaztromo indica já conhecer o protagonista, sugerindo que este é o mesmo herói dos livros anteriores.
A cidade de Port Blacksand, de City of Thieves, é visitada pelo herói em sua jornada para o Deserto dos Crânios. É a terceira vez que a cidade aparece na série (a segunda tendo sido em O Calabouço da Morte).